# Héctor Moreno
Héctor Alfredo Moreno Herrera (Culiacán, 17 januari 1988) is een Mexicaans voetballer die doorgaans als verdediger speelt. Hij verruilde Al-Gharafa in 2021 voor CF Monterrey. Moreno debuteerde in 2007 in het Mexicaans voetbalelftal .

## Clubcarrière

### Pumas UNAM
Moreno stroomde in 2006 op achttienjarige leeftijd door vanuit de jeugd van Pumas UNAM, toen actief in de Primera División. Hij brak door in het seizoen 2006/07 en speelde een halfjaar in de basis in het eerste elftal. Hij speelde in totaal 44 wedstrijden voor de Auriazules.

### AZ
Moreno tekende op 12 december 2007 een contract voor vierenhalf jaar bij AZ, dat naar verluidt alleen opleidingskosten voor hem betaalde. In Alkmaar kwam hij te spelen onder trainer Louis van Gaal. Die had aangekondigd dat Moreno gedurende het seizoen langzaam gebracht zou worden en in het begin vooral zou spelen in het belofte-elftal. Wegens blessures en tegenvallende resultaten van het eerste elftal werd hij ruim een maand later toch basisspeler. Moreno werd tijdens zijn eerste jaar met AZ elfde in de Eredivisie.
Het seizoen 2008/09 verliep voor AZ beter. Het Alkmaarse elftal werd landskampioen. Door een breuk in een middenvoetsbeentje die Moreno opliep in een competitiewedstrijd tegen Feyenoord, was hijzelf na vijftien competitiewedstrijden voor de rest van dat seizoen uitgeschakeld. In de twee seizoenen die volgden, speelde hij als basisspeler het grootste deel van de wedstrijden van AZ. Daarmee won hij na het landskampioenschap ook de Johan Cruijff Schaal 2009. Moreno debuteerde in het shirt van AZ in 2009 in de UEFA Champions League en in 2010 in de UEFA Europa League. In zijn laatste twee seizoenen bij de club eindigde hij met zijn ploeggenoten achtereenvolgens als vijfde en vierde in de Eredivisie.

### RCD Espanyol
Moreno tekende in de zomer van 2011 een contract tot medio 2016 bij RCD Espanyol, dat circa vier miljoen euro voor hem betaalde aan AZ. Hij maakte op 28 augustus 2011 zijn debuut voor de club in een wedstrijd tegen RCD Mallorca. Zijn eerste doelpunt voor Espanyol maakte hij op 26 september 2011 in een met 1–3 verloren wedstrijd tegen Levante UD. Na zijn eerste seizoen werd hij door de club verkozen tot speler van het jaar. Moreno speelde in vier seizoenen bij Espanyol meer dan honderd wedstrijden in de Primera División. Daarin werd hij achtereenvolgens veertiende, dertiende, veertiende en tiende met de club. Hij miste de eerste maanden van het seizoen 2014/15 omdat hij herstellende was van een gebroken scheenbeen. De blessure liep hij op tijdens de achtste finale van het wereldkampioenschap voetbal 2014 tegen Nederland. Moreno speelde dat seizoen nog negentien wedstrijden in de competitie en zeven in de Copa del Rey, waarin Espanyol en hij dat jaar tot de halve finales kwamen.

### PSV
Moreno tekende in augustus 2015 een contract tot medio 2019 bij PSV, de kampioen van Nederland in het voorgaande seizoen. Dat betaalde circa drieënhalf miljoen euro voor hem aan Espanyol. De toenmalig technisch directeur van PSV Marcel Brands was dezelfde man die hem in 2007 naar AZ haalde. Moreno kwam in de spelersgroep van PSV ook verschillende bekende gezichten tegen: zo behoorden Simon Poulsen en Stijn Schaars net als hij tot het elftal van AZ dat in 2008/09 landskampioen werd. Daarnaast kende hij Andrés Guardado reeds als collega-international van het Mexicaans voetbalelftal . Moreno was na hem, Carlos Salcido en Francisco Rodríguez de vierde Mexicaan in de geschiedenis van de PSV-selectie.
Moreno werd bij PSV meteen basisspeler centraal achterin, als vervanger van de vertrokken Karim Rekik. Hij maakte op 12 september 2015 zijn debuut voor de club. Hij begon die dag in de basis tijdens een met 0–6 gewonnen competitiewedstrijd uit bij SC Cambuur en speelde de hele wedstrijd. Drie dagen later maakte Moreno zijn eerste doelpunt voor PSV. Die dag won hij met PSV met 2–1 van Manchester United in de eerste speelronde van het hoofdtoernooi van de UEFA Champions League 2015/16. Hij kopte zelf vanuit een corner de 1–1 binnen, zijn eerste doelpunt in een Europees toernooi. Moreno maakte op 24 januari 2016 zowel de 1-1 als de 2-1 voor PSV tijdens een met 4-2 gewonnen competitiewedstrijd tegen FC Twente. Dat was de eerste keer dat hij twee keer scoorde in één Eredivisiewedstrijd. Moreno werd op 8 mei 2016 landskampioen met PSV. De club begon aan de laatste speelronde van het seizoen met evenveel punten als Ajax, maar met een doelsaldo dat zes doelpunten minder was. PSV won die dag vervolgens met 1-3 uit bij PEC Zwolle, terwijl Ajax uit bij De Graafschap met 1-1 gelijkspeelde.
Waar Moreno in zijn eerste seizoen bij PSV centraal achterin speelde met Jeffrey Bruma, deed hij dat gedurende het jaar 2016/17 afwisselend met Nicolas Isimat-Mirin en nieuwkomer Daniel Schwaab. Hij kwam hierbij tot zeven competitiedoelpunten, het hoogste aantal in zijn carrière. PSV eindigde dat seizoen als derde.

### AS Roma
Moreno tekende in juni 2017 een contract tot medio 2021 bij AS Roma, de nummer twee van de Serie A in het voorgaande seizoen. De Italiaanse club betaalde circa 6 miljoen euro voor hem aan PSV. Dat kreeg daarbij enkele tonnen extra in het vooruitzicht aan eventuele prestatiebonussen. Moreno's verblijf in Rome duurde een half seizoen. Daarin kwam hij zes wedstrijden in actie, waarvan drie als invaller.

### Real Sociedad
Moreno tekende in januari 2018 een contract tot medio 2021 bij Real Sociedad, de nummer vijftien van de Primera División op dat moment. Het betaalde op zijn beurt circa 6 miljoen euro voor hem aan AS Roma.

### Monterrey
Moreno tekende in juni 2021 een contract bij Monterrey. Met Monterrey won Moreno op 29 oktober 2021 de CONCACAF Champions League door in de finale met 1–0 te winnen van Club América.

## Clubstatistieken
| Seizoen         | Club            | Competitie       | Competitie | Competitie | Beker | Beker | Internationaal | Internationaal | Totaal | Totaal |
| Seizoen         | Club            | Competitie       | Wed.       | Dlp.       | Wed.  | Dlp.  | Wed.           | Dlp.           | Wed.   | Dlp.   |
| --------------- | --------------- | ---------------- | ---------- | ---------- | ----- | ----- | -------------- | -------------- | ------ | ------ |
| 2005/06         | Pumas UNAM      | Primera División | 6          | 1          | —     | —     | 4              | 0              | 10     | 1      |
| 2006/07         | Pumas UNAM      | Primera División | 16         | 0          | —     | —     | —              | —              | 16     | 0      |
| 2007/08         | Pumas UNAM      | Primera División | 16         | 1          | —     | —     | —              | —              | 16     | 1      |
| 2007/08         | AZ              | Eredivisie       | 8          | 1          | 0     | 0     | —              | —              | 8      | 1      |
| 2008/09         | AZ              | Eredivisie       | 15         | 0          | 1     | 1     | —              | —              | 16     | 1      |
| 2009/10         | AZ              | Eredivisie       | 30         | 4          | 1     | 0     | 6              | 0              | 37     | 4      |
| 2010/11         | AZ              | Eredivisie       | 27         | 1          | 0     | 0     | 8              | 0              | 35     | 1      |
| 2011/12         | RCD Espanyol    | Primera División | 35         | 3          | 4     | 0     | —              | —              | 39     | 3      |
| 2012/13         | RCD Espanyol    | Primera División | 32         | 2          | 1     | 0     | —              | —              | 33     | 2      |
| 2013/14         | RCD Espanyol    | Primera División | 32         | 1          | 5     | 0     | —              | —              | 37     | 1      |
| 2014/15         | RCD Espanyol    | Primera División | 19         | 1          | 7     | 0     | —              | —              | 26     | 1      |
| 2015/16         | PSV             | Eredivisie       | 29         | 4          | 4     | 1     | 8              | 1              | 41     | 6      |
| 2016/17         | PSV             | Eredivisie       | 32         | 7          | 1     | 0     | 6              | 0              | 39     | 7      |
| 2017/18         | AS Roma         | AS Roma          | 5          | 0          | 1     | 0     | 0              | 0              | 6      | 0      |
| 2017/18         | Real Sociedad   | Primera División | 8          | 1          | 0     | 0     | 1              | 0              | 9      | 1      |
| 2018/19         | Real Sociedad   | Primera División | 25         | 1          | 4     | 0     | –              | –              | 29     | 1      |
| 2019/20         | Al-Gharafa      | Qatari League    | 21         | 1          | 0     | 0     | 0              | 0              | 21     | 1      |
| 2020/21         | Al-Gharafa      | Qatari League    | 13         | 0          | 1     | 0     | 1              | 0              | 15     | 0      |
| 2021/22         | CF Monterrey    | Primera División |            |            |       |       |                |                |        |        |
| Carrière totaal | Carrière totaal | Carrière totaal  | 369        | 29         | 30    | 2     | 34             | 1              | 433    | 32     |

Bijgewerkt op 25 juli 2021.

## Interlandcarrière

### Mexico –17
Moreno speelde vijf interlands voor Mexico –17, waarin hij tweemaal doel trof. Hij maakte deel uit van een lichting met onder anderen Carlos Vela, Omar Esparza, Giovanni Dos Santos en Ever Guzmán. Samen met hen nam hij deel aan het wereldkampioenschap voetbal onder 17 in 2005. Op weg naar de finale versloeg Mexico Uruguay –21 (2–0), Australië –21 (3–0), Costa Rica –21 (3–1) en Nederland –21 (4–0). In de finale, gehouden in het Estadio Naciónal van Lima voor 40.000 toeschouwers, wonnen Los Tricolores met 3–0 van Brazilië.

### Mexico
Na deel te hebben uitgemaakt van bijna alle nationale jeugdselecties speelde Moreno op 17 oktober 2007 op negentienjarige leeftijd zijn eerste interland in het nationale voetbalelftal van Mexico, vriendschappelijk tegen Guatemala. Hij speelde onder bondscoach Javier Aguirre op het wereldkampioenschap voetbal 2010 en onder bondscoach Miguel Herrera op het wereldkampioenschap voetbal 2014. Zowel in 2010 als in 2014 eindigde Mexico in de tweede ronde van het toernooi. In de achtste finale van het WK 2014 tegen Nederland (1–2 verlies) brak hij zijn scheenbeen, waarna Diego Reyes hem verving.
In 2011 won Moreno met Mexico de CONCACAF Gold Cup, nadat de Verenigde Staten met 2–4 werden verslagen. Net als Javier Hernández viel hij voorafgaand aan de CONCACAF Gold Cup 2015 geblesseerd uit. Zonder Hernández en Moreno won Mexico opnieuw de Gold Cup, nu na het verslaan van mede-finalist Jamaica.
Moreno maakte tijdens de editie 2016 voor het eerst deel uit van de Mexicaanse selectie voor de Copa América. Hierop kwamen zijn ploeggenoten en hij tot de kwartfinale, waarin ze verloren van de latere toernooiwinnaar Chili.

## Erelijst
| Competitie                   |        |            |    |    |
| Competitie                   | Aantal | Jaren      |    |    |
| AZ                           | AZ     | AZ         | AZ | AZ |
| ---------------------------- | ------ | ---------- | -- | -- |
| Eredivisie                   | 1x     | 2008/09    |    |    |
| Johan Cruijff Schaal         | 1x     | 2009       |    |    |
| PSV                          |        |            |    |    |
| Eredivisie                   | 1x     | 2015/16    |    |    |
| Johan Cruijff Schaal         | 1x     | 2016       |    |    |
| Monterrey                    |        |            |    |    |
| CONCACAF Champions League    | 1x     | 2021       |    |    |
| Mexico                       |        |            |    |    |
| CONCACAF Gold Cup            | 2x     | 2011, 2019 |    |    |
| CONCACAF Cup                 | 1x     | 2015       |    |    |
| Mexico –17                   |        |            |    |    |
| FIFA-wereldkampioenschap –17 | 1x     | 2005       |    |    |

## Privé
Moreno trouwde in april 2016 met de Mexicaanse Irene Martinez. Drie maanden later kregen ze samen hun eerste kind, een dochter.